# Крајпуташи у Ртарима
Крајпуташи у Ртарима представљају историјски значајна епиграфска сведочанства преузета са кенотафних обележја у селу Ртари, Oпштина Лучани.

## Увод
Обичај постављања крајпуташа у Ртарима је започео после Првог светског рата. Војницима изгинулим далеким ратиштима или онима којима се гроба не зна, споменици су, осим крај путева или на раскрсницама, подизани и „над празним гробом” на сеоским гробљима, или су натписом помињани на споменицима чланова најуже фамилије.
У Ртарима је 1995. године евидентирано дванаест очуваних крајпуташа, мада је, сасвим сигурно, у прошлости тај број био знатно већи.
Поједини крајпуташи у Ртарима, као крајпуташ Здравку Милошевићу на путу Чачак-Тијање, или крајпуташи подигнути тројици браће Мирковић - Драгомиру, Ранку и Раденку у потпуности су уништени, о чему сведочи дирљив текст Радисава Недовића у хроници села Ртари:
```
Таква три споменика била су подигнута браћи Мирковићима на потесу Калеми, на брегу, поред пута, одакле се види читава панорама Драгачева. Постављени су један поред другог, поређани по војничким правилима. На челу с десна био је споменик потпоручнику Драгомиру, у официрској униформи, са сабљом о појасу. До њега споменик Ранку, па Раденку у војничким униформама, са пушком и бајонетом на њима. Стајали су ту као да су на вечитој стражи, са погледом упереним негде у даљину. Иза споменика, на другом брегу, биле су куће њихове родбине, куће у којој су и они рођени. На неколико километара даље уздиже се громадни Овчар. Испред споменика стајала је причвршћена за земљу клупа од храстовине. На њој је проводила дане мајка Милева, седећи и гледајући своје ратнике. Скоро сваког дана, нарочито празницима, хитала је мајка својим старачким ногама ка споменицима. У руци је увек носила марамицу, у којој је био поклон својој деци. По доласку споменику, увек је љубила то камење уместо своје деце. Брисала је прашину са спомења нежно као што је некада купала своје ратнике док су били мали. Поклон, који је доносила, увек је делила на једнаке делове. Поред сваког од три споменика палила је воштанице. Од честог одласка „својој деци” направила је стазу, коју деца прозваше „Милевин путић”.
[
5
]
```

## Крајпуташи у Ртарима

### Крајпуташ Милутину Димитријевићу (†1913)
Крајпуташ крај пута Чачак-Марковица подигнут војнику Милутину Димитријевићу који је погинуо у Другом балканском рату 1913. године.
Приђи ближе мили читаоче
те прочитај тужни спомен дична Срба
краброг ратоборца
МИЛУТИНА ДИМИТРИЈЕВИЋА из Ртара
Бивши војник сталног кадра
кои часно Поживе 22 г.
А погину на Громади 8. јула 1913. г.
И тамо је сахрањен.
Спомен овај подиже му мајка Станица и кћер Добринка,
А обнови му рођак Миленко и синовац Драгиша Димитријевић у 1970 г.

### Крајпуташ Вујици Ковачевићу (†1915)
Крајпуташ на Локви, на раскрсници где се од пута Чачак-Марковица-Лучани одваја пут за Ртаре. Споменик је подигнут Вујици Ковачевићу који је током Првог светског рата преминуо у Сремској Митровици 1915. године. Поред је и споменик његовом сину Миту Ковачевићу (†1917).
Овај спомен показује житије овог брата Србина
ВУЈИЦУ КОВАЧЕВИЋА овог села Ртара
који часно и поштено у свом доманзолуку поживи 55 год.
а у несретном рату 1915 год. преминио у Сремској Митровици.
Остави ожалошћену супругу Јулку
синове Мита, Видоја, Милуна и Миленка,
кћери Ивку, Миљку и Загорку
кои му жалосни час оплакују и овај тужни спомен подигоше
молећи овуда мимо-пролазника да погледају спомен...

### Крајпуташ Миту Ковачевићу (†1917)
Крајпуташ на Локви, на раскрсници где се од пута Чачак-Марковица-Лучани одваја пут за Ртаре. Крајпуташ је подигнут Миту Ковачевићу који је погинуо на  Солунском фронту 1917. године. Споменик је рад мање познатог драгачевског каменоресца Миладина Р. Ковачевића.
Овај споменик преставља војника
што погину на врх Ветерника
Покрај мора на Грчкој планини
Остадему младост у туђини.
МИТО КОВАЧЕВИЋ из Ртара
рођен... погибе 5. септембра 1917. г.
Погибе од Бугарског стрељачког зрна.
Мито је учестовао у рату 1914-15 г.
као и на Солунском фронту
где је као крабар и одликован.
Зато данас слава нашем брату
што погибе у Европском рату
Кад Србија у ропству цвиљаше
тада Мито слободу ствараше
Ал на жалост слободу не виде
Бугарин га с овог света скиде
Овај споменик подигоше му мати Јулка
и браћа Видоје, Милун и Миленко.
Изради Миладин Ковачевић из Дучаловића.

### Крајпуташ Видоју Радичевићу (†1913)
Крајпуташ на потесу Мрамор у Ртарима,  на улазу у двориште породице Радичевић. Подигнут је војнику Видоју Радичевићу, учеснику Другог балканског рата који је умро у болници у Куманову 1913. године.
Еј путниче мио роде
Стани мало Овде
да прочиташ речи ове
на Бојишту ја нејак
за Српство Живот дадог
+ ВИДОЈЕ РАДИЧЕВИЋ из Ртара
Бив. војник I поз.
Учестовао у турском рату 1912 г
са Бугарима 13-те г.
услед Тешких напора
умро у бол. Кумановској
у својој 22 год 20-ог јула 1913 г.
Бог га прости.
Спомен Подигоше му супруга Борика
и кћи Руменка 1922.

### Крајпуташ Душану Радичевићу (†1914)
Крајпуташ на потесу Мрамор у Ртарима, у Радичевићима. Подигнут је војнику Душану Радичевићу, учеснику Првог светског рата који је погинуо 1914. године у Причиновићима где је и сахрањен.
Овај спомен нашег Доброг брата.
А Ратног друга
+ ДУШАНА РАДИЧЕВИЋА Из Ртара
Бившег Војника
I чете I Батаљона 10 пука првог позива.
Поживи 23 г. Ратујући са Аустријанцима
погибе у селу Причиновићима 6. семт. 1914. г.
Тамо је и сахрањен у војничком гробљу.
Славу му.
Спомен му подижу
син Драгиша и кћи Љубинка.

### Крајпуташ Дмитру Танасијевићу (†1934)
Крајпуташ на потесу Мрамор у Ртарима, на месту где је некада била кућа Радомира Танасијевића. Споменик је подигнут Дмитру Танасијевићу, војнику који је преминуо 1934. године на служењу војног рока у Љубљани, где је и сахрањен. Упечатљив споменик рад је познатог драгачевског каменоресца Тихомира Петронијевића из  Лисица.
Спомен овај што на брегу сија
и овде диже браћо и сестре
приђитему ближе
и видите шта овде пише.
Спомен показује име
пок. ДМИТРА
сина Танасије и Дринке Танасијевић
а усинак његовог стрица Радомира
и стрине Анке Танасијевић из Ртара.
Бивши каплар сталног кадра
3 чете 2 батаљона I планинског пука
који поживи 22 г.
а при служењу свога рока
разболи се и умре 28 фебруара 1934. г.
у Љубљани и тамо је сахрањен.
Бог да му душу прости.
Овај спомен подигоше ожалошћени:
стриц Радомир стрина Анка и брат Милојко
који га вечито жале.
Писа Тихомир Драг. Петронијевић из Лисица.

### Крајпуташ Новици Крунићу (†1913)
Крајпуташ постављен испред гробља Буковац у Ртарима. После извесног времена пренет је у гробље. Споменик је подигнут војнику Новици Крунићу, учеснику Првог балканског рата који је од задобијених рана умро 1913. године у Албанији, где је и сахрањен.
Ој Србине мили брате
и српкиње миле сеје
сетите се 1912 год.
када заратише 4 краља
против цара турског зулумћара
те га потиснуше са Балкана
и отераше у Малу Азију.
Ту сам био и у борби и ја
као добар јунак српски син
НОВИЦА КРУНИЋ
тобџија брдске батерије
и у борби задобио ране
13 марта и од истих рана умро
14 марта 1913. г.
Сахрањен у Албанији у Пекић.
Бог да му душу прости.
Рођен 1886. г.
Слава тебе.
Овај тужан спомен
подигоше жалосни отац Живојин Крунић
браћа Војислав и Вујица
и миле ћери Ангелина и Андријана.

### Крајпуташ Василију Обрадовићу (†1915)
Крајпуташ на путу Чачак-Тијање у близини продавнице бивше Земљорадничке задруге у Ртарима. Подигнут је војнику Василију Обрадовићу, учеснику Првог светског рата рата који је погинуо 1915. године.
Овај споменик показује име
ВАСИЛИЈА ОБРАДОВИЋА из Ртара
војника I чете I батаљона 5 прекобројног пука
погинуо на бојном пољу борећи се против непријатеља
за отаџбину и слободу свог народа.
Рођен 7. децембра 1885 год.
а погинуо 1915. год.
Бог да му душу прости.
Овај споменик подигоше му
брат Живојин и жена Милунка
и кћери Славка Вида и Мира.
- Њин не прежаљен отац.

### Крајпуташ браћи Мићовић – Милији (†1915) и Петру (†1918)
Крајпуташ на раскрсници путева испод Мићовића кућа у Ртарима. Подигнут је браћи Мићовићима – Милији и Петру, војницима који су животе изгубили током Првог светског рата рата.
Овај споменик означава јуначке смрти
МИЛИЈЕ и ПЕТРА браће МИЋОВИЋА из Ртара.
МИЛИЈА поживи 26 г.
а као војник 4 чете I батаљона 10 пука
учестовао у рату од 1912 до 1915 године
рањен и умро у болници у Приштини
15. новембра 1915. године.
ПЕТАР војник 4 чете I батаљона II пука
учестовао у рату 1914 и 1915 год,
а умро 20 априла 1918 г.
Овај спомен подигоше им браћа
Милић и Владе.

### Крајпуташ Ненаду Бојовићу (†1917)
Крајпуташ на путу Чачак-Тијање испред Никетића кућа у Ртарима. Подигнут је војнику Ненаду Бојовићу, учеснику Првог светског рата рата који је погинуо 1917. године на Кајмакчалану.
Овај спомен показује име храбра војника
НЕНАДА БОЈОВИЋА из Ртара.
Поживи 25 г.
Редов 2 чет. 3 бат. 12 пеш. Пука.
Као храбар војник
погибе на положају Кајмакчалану
12. новембар 1917. год.
Подигоше спомен му брат
Периша и синовци.

### Оштећени крајпуташи Танасијевићима - Танасију и Томи
Крајпуташи се налазе на потесу Мрамор у Ртарима, на месту где је некада била кућа Радомира Танасијевића. Споменици Танасију и Тому Танасијевићу тешко су оштећени, са нечитким натписима, изузев што се фрагментарно могу препознати војничка обележја - пушке и бајонети.